# Septimiu Sever
Pour les articles homonymes, voir Sever.
Septimiu Sever est un acteur canadien né à Turda en Roumanie le 30 avril 1926 et mort à Richelieu le 14 août 2017.

## Biographie
En 1947, il obtient son diplôme de l'Université nationale de musique de Bucarest. En 1948, il travaille au Théâtre national Radu Stanca de Sibiu, puis au Théâtre Bulandra de Bucarest (premier théâtre d'État de la Roumanie) à partir de 1949.
Il se produit pendant plusieurs années comme acteur et metteur en scène pour le cinéma, la radio et la télévision roumaine, notamment, au Théâtre national de Bucarest, au Théâtre national de Cluj, au Petit théâtre de Bucarest, ainsi qu'au Théâtre Ion Creangă. Il enseigne également à l'Institut d'art cinématographique et théatral de Bucarest.
En 1971, il quitte la Roumanie et s'installe en France avec son épouse Erastia Peretz (gagnante du concours Miss Roumanie en 1931). À Paris, il fait la connaissance du comédien Jean-Louis Roux. En février 1972, il émigre au Québec et s'installe à Montréal .
Par la suite, il enseigne l'art dramatique au Collège Brébeuf et joue dans plusieurs pièces de théâtre, séries télévisées et téléfilms, notamment dans les productions de Janette Bertrand,.

## Filmographie
- Mitrea Cocor (1952)
- Citadela sfarîmata (1957)
- La vîrsta dragostei (1963)
- De-as fi... Harap Alb (1965)
- Dacii (1966)
- Mihai Viteazul (1971)
- Der Seewolf (1971)
- Du tac au tac (1976)
- Grand-Papa (1976)
- Des étrangers à nos portes (1977)
- Faut le faire (1977)
- Duplessis (1978)
- The Great Detective (1979)
- Jeunes en liberté (1979)
- Les enfants de la révolution (1979)
- Suzanne (1980)
- Final Assignment (1980)
- Marisol (1980)
- Haute surveillance (1981)
- Le Gourou (1982)
- Joy (1983)
- Les années de rêves (1984)
- Une sentence diabolique (1984)
- Amuse-gueule (1984)
- Le Matou (1985)
- Manon (1985)
- Avec un grand A (1986)
- Vengeance (1986)
- Des dames de cœur (1988)
- Rachel et Réjean Inc. (1987)
- Mont-Royal (1988)
- Lance et compte II (1988)
- Reznikoff's Revenge (1988)
- Un signe de feu (1989)
- The Thriller (1990)
- Sous un soleil insolite (1990)
- Les Enquêtes de Chlorophylle (1992-1993)
- Les Duchesnay : La glace et le feu (1994)